# Ludwig Erhard

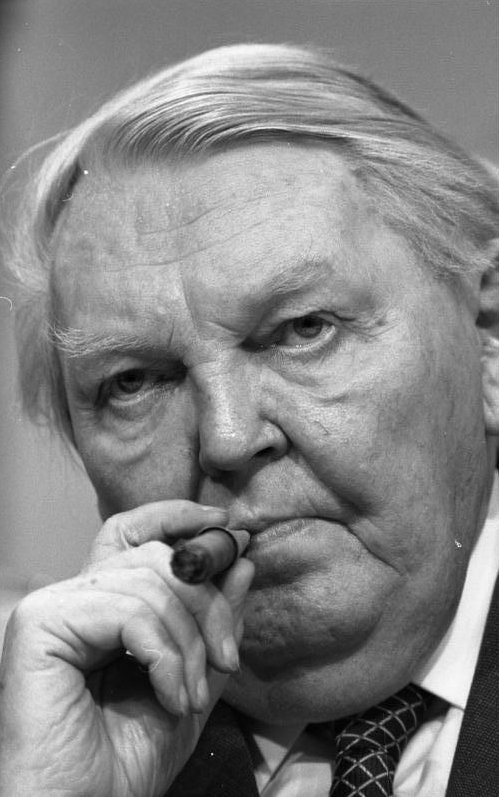
Ludwig Erhard

Ludwig Erhard (4. února 1897 Fürth – 5. května 1977 Bonn) byl německý ekonom, ministr hospodářství bavorské zemské vlády, spolkový ministr hospodářství a spolkový kancléř.

## Kariéra
Po první světové válce se věnoval studiu ekonomie. V roce 1929 získal akademický titul doktora ekonomie a poté byl činný na akademické půdě. V této aktivitě působil i po nástupu Hitlera k moci. Díky zraněním z první světové války nebyl odveden a tak se dále věnoval národohospodářství. Některé jeho vědecké práce však byly brzy zakázány a v roce 1942 se ocitl na dlažbě.
I díky tomu nebyl Erhard zatížen nacistickou minulostí a po válce si jej brzy všimly orgány spojenců. Již v říjnu 1945 se stal ministrem hospodářství v bavorské zemské vládě. V roce 1947 byl jmenován profesorem. V této době byla vytvořena skupina, která se měla podílet na přípravě měnové reformy. Na jaře 1948 jej Hospodářská rada (Wirtschaftsrat) jmenovala ředitelem správy pro hospodářství spojené hospodářské oblasti „Verwaltung für Wirtschaft des vereinigten Wirtschaftsgebietes“. V tuto chvíli byl Erhard mužem číslo jedna německé ekonomiky. 20. června 1948 zahájily západní části Německa měnovou reformu. Velmoci se nedokázaly dohodnout na německé otázce, a tak vznikla ze západních zón Spolková republika Německo. V její první vládě v čele s Konradem Adenauerem zasedl Erhard jako ministr hospodářství. V této funkci působil ve všech následujících vládách kancléře Adenauera – až do roku 1963.
Počínal si mimořádně úspěšně. Razil ideu sociálně-tržního hospodářství, které mělo nastartovat poválečnou obnovu. I přes odpor socialistické opozice se mu dařilo tuto politiku prosazovat a to více než úspěšně. Západní Německo rychle překonalo krizi a nastal rozmach, pro který historie nalezla označení „německý hospodářský zázrak“ a Erhard se stal jeho duchovním otcem („Vater des deutschen Wirtschaftswunders“).
Když se s úřadem kancléře v roce 1963 rozloučil Konrad Adenauer, byl Erhard logicky jediným možným nástupcem. Proti autoritativnímu a protřelému Adenauerovi působil jako kancléř velmi těžkopádně. Volil více diskusi než vlastní rozhodování. Navíc se v polovině 60. let prohloubily ekonomické problémy. Jakožto kancléř se proto nezapsal tak výrazným písmem jako Adenauer.
Přesto zaznamenal úspěchy, zejména v zahraniční politice. Jeho vláda navázala diplomatické styky s Izraelem i blízkovýchodními zeměmi. Pokračoval v zahájeném procesu evropské integrace. Byl stoupencem silné transatlantické spolupráce. Jeho důraz na spolupráci s USA znamenal i jisté napětí ve vládnoucí koalici CDU-CSU. Volební období skončilo v roce 1966 a Erhard pomohl své CDU vyhrát volby. „Gumový lev“, jak se mu také přezdívalo, však již do kancléřského křesla nezasedl. Byla vytvořena velká koalice s SPD a do čela vlády nastoupil Kurt Georg Kiesinger. Skončila tak jedna slavná etapa historie demokratického Německa.

## Vyznamenání
| Stát        | Stuha | Název                                                | Datum udělení    |
| ----------- | ----- | ---------------------------------------------------- | ---------------- |
| Itálie      |       | Rytíř velkokříže Řádu zásluh o Italskou republiku    | 27. února 1955   |
| Německo     |       | Velkokříž Záslužného řádu Spolkové republiky Německo | 1953             |
| Peru        |       | Velkokříž Řádu peruánského slunce                    | 1960             |
| Portugalsko |       | Rytíř velkokříže Řádu svatého Jakuba od meče         | 29. května 1961  |
| Španělsko   |       | Rytíř velkokříže Řádu Isabely Katolické              | 1961             |
|             |       |                                                      |                  |
| Bavorsko    |       | Rytíř Řádu za zásluhy Bavorska                       | 3. července 1959 |